# 鳥取市立世紀小学校
鳥取市立世紀小学校（とっとりしりつ せいきしょうがっこう）は、鳥取県鳥取市徳尾にある公立小学校。

## 概要
1967年、豊実小学校と松保小学校が統合し創立される。

## 統合までの経緯
1953年（昭和28年）7月1日、豊実村・松保村など15ヶ村が鳥取市に編入されると学校統合が真剣に考えられるようになり、当校発足前にも湖南小学校、城北小学校、江山中学校、高草中学校、美和小学校が統合により発足した。
鳥取市教育委員会は1964年（昭和39年）10月に校区審議会を設置し、その審議結果に基づいて豊実・松保の両小学校を統合することになり、1966年（昭和41年）6月に鳥取市教育長より正式に豊実・松保両小学校の統合が勧告された。その後は教育委員会の適正な助言指導や豊実・松保両地区民の統合賛成でスムーズに話が進み、新たな学校位置の見通しも立ったため翌年4月に世紀小学校として発足するというスピード統合を実現した。
学校名は鳥取市長に一任され、実質統合される1968年（昭和43年）は明治100年に当たり、一世紀が終わって次の世紀が始まる歴史的な年に建築した学校が悠久に発展するように「世紀」と命名された。
校地については3箇所の候補地が挙げられたが、他の候補地が土地買収が不可能になったため現在地（吉岡街道北側、徳吉の入口付近）に決定し、土地価格や交換地斡旋などで難航したものの1967年（昭和42年）5月17日に調印が行われた。

## 沿革
- 1967年（昭和42年）4月1日 - 豊実・松保小学校が統合し世紀小学校として創立[2]。新校舎が建築されるまで旧小学校はそれぞれ世紀小学校豊実校舎および松保校舎となる[1]。
- 1967年（昭和42年）10月3日 - 新校舎起工式[3]。
- 1968年（昭和43年）4月1日 - 校区改正により、城北小学校区の徳吉、大正小学校区の徳尾が当小学校区になる。また旧松保小学校区だった足山と岩吉（山陰本線以北）が湖山小学校区となる[3]。
- 1968年（昭和43年）4月8日 - 徳尾の新校舎で始業式を挙行する[3]。
- 1969年（昭和44年）3月31日 - 校舎・体育館が落成竣工する。
- 1982年（昭和57年）7月23日 - プール、増築校舎竣工式を挙行する[3]。
- 2004年（平成16年）5月 - 2学期制の施行[4]。
- 2006年（平成18年）5月26日 - 創立40周年記念式典・祝賀会。

## 通学区域
- 岩吉（JR山陰本線より南）、上原（開拓地区を除く）、大塚、尾崎の一部、桂見、上段、五反田町、里仁、嶋、下段、大桷、高住、徳尾、徳吉、野坂、布勢、緑ヶ丘一丁目の一部、緑ヶ丘二丁目の一部、緑ヶ丘三丁目の一部、南安長二丁目の一部、南安長三丁目の一部、宮谷、良田[5]

## 進学先中学校
- 鳥取市立高草中学校

## 交通アクセス
- JR山陰本線 鳥取駅：鳥取駅バスターミナルより、
  - 日ノ丸バス吉岡線（路線番号：50・51・53・54・57・58・59）「徳尾」バス停より300m。

## 校区内の主な施設
- イナバ自動車学校
- 布勢総合運動公園
- とっとり出合いの森